# Сапушине
Сапу́шине — село в Україні, в Буринському районі Сумської області. Населення становить 32 осіб. До 2020 орган місцевого самоврядування — Дяківська сільська рада.

## Географія
Село Сапушине розташоване на відстані 1 км від лівого берега річки Вижлиця. На відстані 2 км розташовані селища Кошарське та Копилове.
По селу тече струмок, що пересихає.

## Історія
- Село постраждало внаслідок геноциду українського народу, проведеного урядом СССР 1932–1933 та 1946–1947 роках.
- 12 червня 2020 року, відповідно до розпорядження Кабінету Міністрів України № 723-р «Про визначення адміністративних центрів та затвердження територій територіальних громад Сумської області», село увійшло до складу Буринської міської громади[1].
- 19 липня 2020 року, в результаті адміністративно-територіальної реформи та ліквідації Буринського району, увійшло до складу новоутвореного Конотопського району[2].